# 2008年夏季奥林匹克运动会约旦代表团
2008年夏季奥林匹克运动会約旦代表团会参加2008年8月8日至24日在中国北京主办的第29届夏季奥运。他們共派出7位運動員參與5個項目。

## 田徑
- Khalil Hanahneh
- Bara' Marwan

## 馬術
- Ibrahim Bisharat（場地）

## 游泳
- Razan Fareed
- Anas Hamoudeh

## 乒乓球
- Zeina Shaban（女子單打）

## 跆拳道
- Nadeen Dwani（女子67公斤級）